# Catasauqua, Pennsylvania
Catasauqua, Pennsylvania (енгл. Catasauqua) град је у америчкој савезној држави Пенсилванија.

## Демографија
По попису из 2010. године број становника је 6.436, што је 152 (-2,3%) становника мање него 2000. године.
| Група             | 2000.         | 2010.         |
| Белци             | 6.172 (93,7%) | 5.393 (83,8%) |
| Афроамериканци    | 78 (1,2%)     | 192 (3,0%)    |
| Азијати           | 39 (0,6%)     | 40 (0,6%)     |
| Хиспаноамериканци | 233 (3,5%)    | 673 (10,5%)   |
| Укупно            | 6.588         | 6.436         |